# Gradiente térmico
Gradiente térmico vertical é uma expressão que designa a variação de temperatura com a altitude, na troposfera. É a amplitude da temperatura durante um determinado dia e região.
Se a temperatura varia no sentido inverso da altitude (isto é, quando a temperatura diminui e a altitude aumenta, e vice-versa), diz-se que o Gradiente Térmico Vertical é Positivo/Normal. Se a altitude e a temperatura variam no mesmo sentido, o Gradiente Térmico Vertical diz-se Negativo (na superfície a temperatura é fria e vai esquentando conforme o aumento da altitude).
No Gradiente Positivo/Normal, esta temperatura varia 0.65°C a cada 100 m, isto é, quando subimos 1000 metros perdemos 6,5°C.
Esta variação se toma pelo aquecimento do solo, por isto esta variação pode ser maior ou menor dependendo do aquecimento do sol ao solo. Já no Gradiente Negativo a temperatura varia da mesma forma, só que no sentido inverso, ou seja, ao invés da temperatura diminuir 0.65°C a cada 100 m, ela vai aumentar 0.65°C a cada 100 m.

Fonte:
http://www.knoow.net/ciencterravida/geografia/gradientetermicovertical.htm